# Volutaria sinaica
Volutaria sinaica là một loài thực vật có hoa trong họ Cúc. Loài này được (DC.) Wagenitz miêu tả khoa học đầu tiên năm 1991.